# Відьма (фільм, 2015)
«Відьма» (англ. The Witch) — американський фільм жахів, знятий Робертом Еґґерсом. Сюжет зосереджений на пуританській родині, яка зіштовхується з силами зла на фермі на узліссі стародавнього лісу у Новій Англії. Фільм здобув нагороду за режисуру в категорії «Драматичний фільм» на кінофестивалі «Санденс» 2015, де отримав схвалення від критиків, а також його придбала компанія A24 Films для кінопрокату у 2016 році. Фільм зібрав 40 мільйонів доларів при бюджеті в 4 мільйони доларів, і вважається одним з найкращих фільмів жахів 2016 року.

## Синопсис
У 1630-х роках у Новій Англії проживають англійські поселенці-пуритани. Вільяма та його родину (дружину Кетрін, доньку-підлітку Томасін, сина-підлітка Калеба, малих близнюків Мерсі та Джонаса) виганяють з поселення через «зарозумілість» у трактуванні Біблії. Вони будують ферму на краю лісу, де Кетрін народжує п'яту дитину, Семюела.
Коли Томасін грається з Семюелем, хлопчик раптово зникає. В лісі відьма вбиває Семюела, щоб зробити з його крові мазь для польоту. Кетрін ревно молиться, щоб Бог зглянувся над нею та її родиною. Вільям навчає Калеба полювати і зізнається, що обміняв срібну чашу Кетрін на мисливське спорядження. Але рушниця виявляється несправна. Калеб цікавиться чи потрапить Семюел до Раю, якщо він був нехрещений. Батько відповідає, що хотів би цього, але не може стверджувати напевне.
На фермі Мерсі та Джонас граються з чорним козлом Філіпом і стверджують, що той уміє розмовляти. Кетрін помічає зникнення чаші та звинувачує Томасін, що вона загубила її. Мерсі грається у відьму; тоді Томасін заявляє їй, що вона — справжня відьма, і погрожує вбити сестру, якщо та розповість батькам. Вільям оголошує пісний день «за наші гріхи». Вночі діти випадково чують, як їхні батьки бояться смерті через голод і планують відправити Томасін до іншої родини, щоб вона там прислуговувала.
Наступного ранку Томасін і Калеб перевіряють залишені в лісі пастки, щоб порадувати батьків здобиччю. Їхній пес Фаулер женеться за зайцем, який лякає коня. Томасін падає з коня і непритомніє, а Калеб блукає лісом і знаходить випатране тіло Фаулера. Заглиблюючись у хащі, він виявляє халупу, звідки виходить відьма і цілує його. Томасін отямлюється і знаходить дорогу додому, слідуючи за голосом Вільяма. Кетрін дорікає Томасін за те, що вона пішла з Калебом у ліс. Вільям втручається, зізнавшись, що це він продав чашу задля виживання родини. Кетрін каже чоловікові, що він брехун і згрішив цим.
Вночі Калеб повертається на ферму голий, його лихоманить. Наступного дня Калеб впадає в агонію, кричить про демонів, яких наслала на нього відьма, і читає молитву, після чого заспокоюється і помирає. Близнюки звинувачують Томасін у чаклунстві, але вона у відповідь звинувачує їх обох у розмовах із козлом. Вільям вимагає, щоб Томасін зреклася відьомства. Тоді вона заявляє, що батьки змовилися проти неї, щоб не годувати. Розгніваний Вільям замикає всіх дітей у хліві.
Коли темніє, діти бачать як до хліва приходить відьма та п'є кров з кози. Далі відьма нападає на близнюків, Томасін із жахом спостерігає за цим. Кетрін у той час ввижаються Калеб і Семюел. Вона годує з грудей Семюела, та насправді це ворон, який починає клювати її тіло. На світанку Вільям знаходить зруйнований хлів, випатраних кіз, і непритомну Томасін, чиї руки закривавлені. Мерсі та Джонас зникли. Раптом Філіп смертельно ранить його рогами. Прибігає Кетрін, звинувачує в усьому Томасін і намагається задушити дочку. Томасін убиває матір гаком.
Лишившись на самоті, Томасін закликає Філіпа поговорити з нею. Козел відповідає людським голосом і пропонує їй усе, чого вона забажає в обмін на підпис у чаклунській книзі. Вона погоджується, роздягається та йде з Філіпом до лісу, де приєднується до відьомського шабашу. Відьми злітають і Томасін, заплямована кров'ю, злітає за ними.

## У ролях
- Аня Тейлор-Джой — Томасін
- Ралф Айнесон — Вільям
- Кейт Дікі — Кетрін
- Гарві Скрімшоу — Калеб
- Лукас Довсон — Джонас
- Еллі Грейнджер — Мерсі
- Джуліан Річінгс — губернатор
- Батшеба Ганнет — відьма

## Випуск
Прем'єра фільму відбулась 27 січня 2015 року на кінофестивалі «Санденс» 2015. Ще до показу на фестивалі, A24 Films та DirecTV придбали права на розповсюдження фільму з датою випуску у 2015 році, але до кінопрокату фільм покажуть на DirecTV Cinema. 7 липня 2015 року фільму показали на кінофестивалі у Карлових Варах, а 6 серпня — на міжнародному кінофестивалі у Мельбурні. Також його обрали для показу у секції «Спеціальні покази» на міжнародному кінофестивалі у Торонто 2015.

## Сприйняття
На сайті «Rotten Tomatoes» позитивні рецензії фільму дали 91 % критиків. Середня оцінка на «Metacriric» складає 84 зі 100.
Джастін Чанг у «Variety» назвав «Відьму» «подвигом малобюджетного кіновиробництва». Критик зазначив: Еґґерс створював фільм, бувши в захваті від традицій та іконографії XVII століття, де забобони процвітали внаслідок масового голоду, хвороб і дитячої смертності. Дорослі в «Відьмі» називають кожну невдачу випробуванням і прививають це переконання дітям. Але фанатизм не захищає від демонів і монстрів, він створює нових. Маногла Дарґіс у «The New York Times» також вказувала, що нездатність колоністів приборкати Новий Світ зумовлює змішання реальності та уяви, де відьми так само реальні, як дерева.
Ерік Кон на сайті «IndieWire» зауважив: Еґґерс настільки відданий створенню автентичності (включаючи архаїчну мову), що це часто ускладнює сприйняття сюжету. Традиційно для фільмів жахів у «Відьмі» караються тільки добрі вчинки. Але так відбувається тому, що традиція руйнується перед обличчям незрозумілих сил, викликаючи страх перед змінами. Попри обстановку минулого, страхи фільму «унікально сучасні».
Девід Льюїс на «SFGate» зробив висновок, що найстрашнішим аспектом є не аура окультизму, а крах родини, охопленої страхом. Коли маленький син Калеб програє злому духу (чи що б це не було), сама одержимість менш страшна, ніж спостерігати, як члени сім'ї стають свідками цього.
На думку американського кінознавця Рейгана Росса, у фільмі проголошується, що християнство (чи принаймні пуританство) є «злим» способом існування, який позбавляє жінок (і людей загалом) природного життя. Через це виникає суспільство, де неможливо бути невинною людиною. Всі постають винними і змушені платити за це свою ціну.
Протилежної думки Джонатан Бутрін з «Cinema Faith»: Вільям не розуміє свободи, яку пропонує Євангеліє. Він постійно кається, безуспішно намагаючись зрівнятися зі своїм суворим і нещадним Богом. Вільям, як і багато християн, які потрапили в ту саму пастку, прагне заслужити прихильність Бога, замість просто прийняти її. Зазнавши чергової невдачі, він вважає, що віддав Богу замало, і вимагає того ж від родини. Тому радість зникає з його дому, а зло отримує нагоду поглинути їх усіх.

## Нагороди та номінації
| Список нагород і номінацій  | Список нагород і номінацій | Список нагород і номінацій                       | Список нагород і номінацій | Список нагород і номінацій | Список нагород і номінацій |
| Кінопремія                  | Дата церемонії             | Категорія                                        | Номінант(и)                | Результат                  | Дж                         |
| --------------------------- | -------------------------- | ------------------------------------------------ | -------------------------- | -------------------------- | -------------------------- |
| «Санденс»                   | 1 лютого 2015              | Найкращий режисер                                | Роберт Еґґерс              | Перемога                   | [ 22 ]                     |
| «Санденс»                   | 1 лютого 2015              | Гран-прі журі                                    | Роберт Еґґерс              | Номінація                  | [ 22 ]                     |
| Лондонський кінофестиваль   | 18 листопада 2015          | Премія Сазерленда                                | Роберт Еґґерс              | Перемога                   | [ 23 ]                     |
| «Готем»                     | 28 листопада 2016          | Нагорода імені Бінгема Рея за режисерський дебют | Роберт Еґґерс              | Номінація                  | [ 24 ] [ 25 ]              |
| «Готем»                     | 28 листопада 2016          | Найкращий новий актор                            | Аня Тейлор-Джой            | Перемога                   | [ 24 ] [ 25 ]              |
| «Вибір критиків»            | 11 грудня 2016             | Найкращий науково-фантастичний фільм/хоррор      | «Відьма»                   | Номінація                  | [ 26 ]                     |
| Спілка кінокритиків Бостона | 11 грудня 2016             | Найкращий новий режисер                          | Роберт Еґґерс              | Перемога                   | [ 27 ]                     |
| «Незалежний дух»            | 25 лютого 2017             | Найкращий дебютний сценарій                      | Роберт Еґґерс              | Перемога                   | [ 28 ]                     |
| «Незалежний дух»            | 25 лютого 2017             | Найкращий дебютний фільм                         | «Відьма»                   | Перемога                   | [ 28 ]                     |
| «Імперія»                   | 19 березня 2017            | Найкращий фільм жахів                            | «Відьма»                   | Перемога                   | [ 29 ]                     |
| «Імперія»                   | 19 березня 2017            | Найкраща нова акторка                            | Аня Тейлор-Джой            | Перемога                   | [ 29 ]                     |
| Премія Брема Стокера        | 29 квітня 2017             | Найкращий сценарій                               | Роберт Еґґерс              | Перемога                   | [ 30 ]                     |
| «Сатурн»                    | 27 червня 2017             | Найкращий фільм жахів                            | «Відьма»                   | Номінація                  | [ 31 ]                     |
| «Сатурн»                    | 27 червня 2017             | Найкраща нова акторка                            | Аня Тейлор-Джой            | Номінація                  | [ 31 ]                     |